# Rareș Bogdan
Rareș Bogdan (n. 17 septembrie 1974, Ocna Mureș, România) este un jurnalist de televiziune și om politic din România. După ce a activat în televiziune, în 2019 s-a înscris în Partidul Național Liberal (PNL) și a fost pus cap de listă între candidații la alegerile europarlamentare din 2019.
A absolvit Școala Generală Lucian Blaga, Liceul Teoretic Petru Maior, apoi Universitatea Babeș-Bolyai (UBB) din Cluj-Napoca. A început să lucreze în presă în 2004, ca fondator al cotidianului Ziua de Cluj și a devenit asociat cu postul de televiziune Realitatea TV. A devenit popular prin crearea și realizarea emisiunii „Jocuri de putere”.